# ORP Orzeł (1938)
ORP Orzeł (укр. Орел, вимовляється Ожел) — польський підводний човен однойменного типу. Головний човен в серії з двох польських великих човнів, побудованих перед Другою світовою війною. Човен став відомим через так звану «Втечу Орла» («Інцидент з Ожлом») під час вторгнення в Польщу, коли він зміг покинути Таллінн після інтернування та дістатися Британії.